# Упуаут (бог)
Упуа́ут (егип. wp-wꜣwt, открывающий пути), Офои́с (др.-греч. Ὄφις) — бог войны в древнеегипетской мифологии. Упуаут был богом-волком, проводником умерших в Дуате. Культовым центром был город Асьют (Ликополис в греко-римский период). Некоторые учёные считают, что Упуаут был разведчиком, расчищающим путь для армии, для дальнейшего её продвижения вперёд.

## Мифология

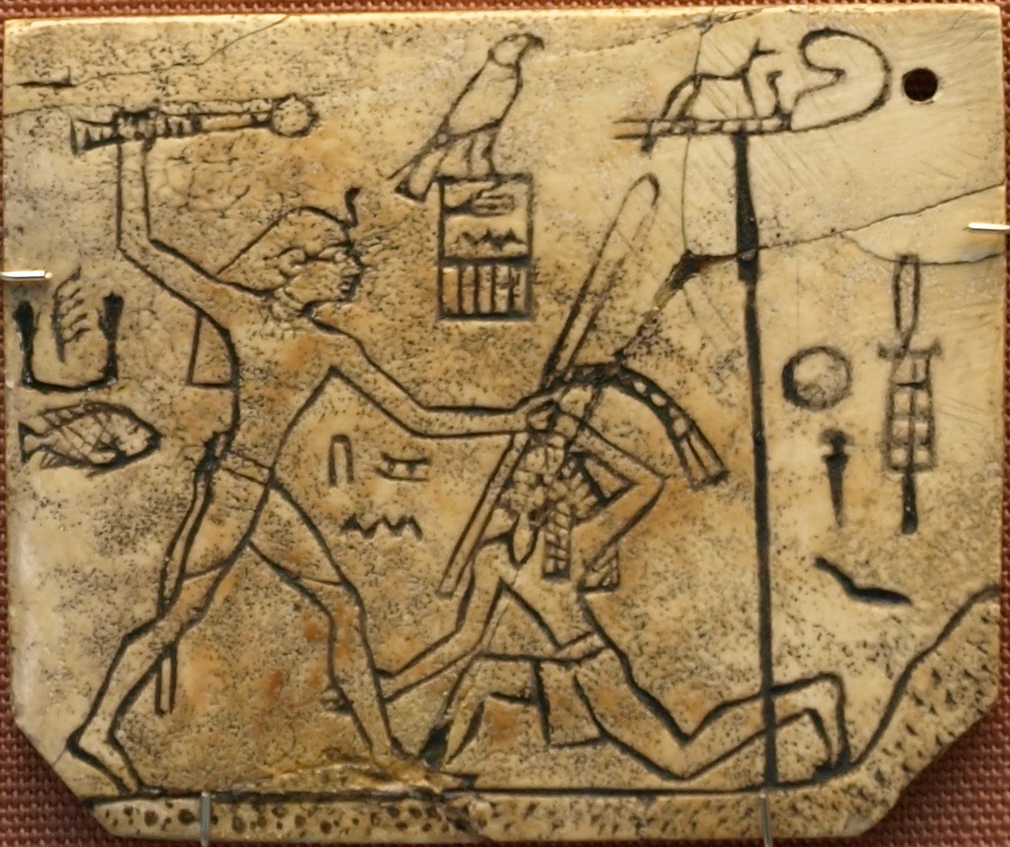
На этом изображении фараон Ден сокрушает азиатских пленников, рядом изображён штандарт с Упуаутом

Изначально Упуаут рассматривался как бог-волк, именем которого был назван Ликополис, то есть «город волков». Также вполне вероятно, что штандарт с Упуаутом изначально был просто символом фараона, отождествлявшимся с волчьими атрибутами. Позже его стали обожествлять и использовать в качестве талисмана, сопровождающего фараона. Кроме того, Упуауту должно было сопровождать фараона на охоте, в связи с чем он носил титул «острая стрела» — более мощная, чем стрелы богов.

В течение времени эта связь Упуаута с войной и смертью, привела к тому, что его стали рассматривать как того, кто открывает путь через Дуат для душ умерших. Благодаря внешнему сходству волка и шакала, Упуаута стали отождествлять с Анубисом — богом, которому поклонялись в городе Асьют. В итоге, он стал рассматриваться как его сын. Шакала также считали сыном Сета, из-за этого Упуаута часто путали с Анубисом. Этот бог впервые появился в храме Сети I в Абидосе.

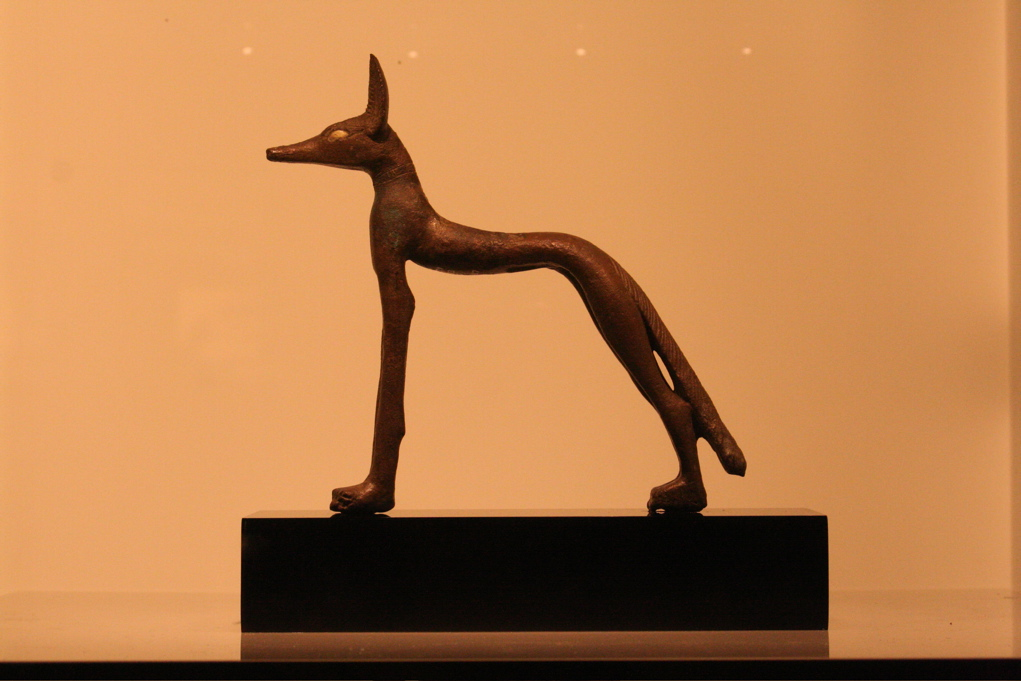
Статуэтка Упуаута. Британский музей

В более позднем древнеегипетском искусстве Упуаута изображали либо в виде волка или шакала, либо в виде человека с головой волка или шакала. Даже когда его изображали в виде шакала, у него был серый или белый мех, что намекало на его сходство с волком. Также Упуаута изображали в одежде солдата и с такими элементами военной атрибутики, как лук и булава.
В одном из мифов об Упуауте говорится, что он был рождён в святилище Уаджит, в священном месте древней богини, которое находилось в самом сердце Нижнего Египта. Исходя из этого, Упуаут, доселе являвшийся одним из богов Верхнего Египта, стал неотъемлемой частью королевских ритуалов, символизирующих объединение Египта. Упуаут открывал пути перед царём не только в жизни, но и в пути мёртвых. Один учёный Франкфурд предположил, что Упуаут имел связь с первенцем — сыном царя, а в Текстах пирамид Упуаут выглядит как проявление живого царя.
В поздних Текстах пирамид Упуаута называют богом «Ра», который поднялся над горизонтом, возможно как «открывающий небеса». В более поздних погребальных текстах, Упуаут помогает в церемонии «Отверзения уст» и ведёт умершего по загробному миру.

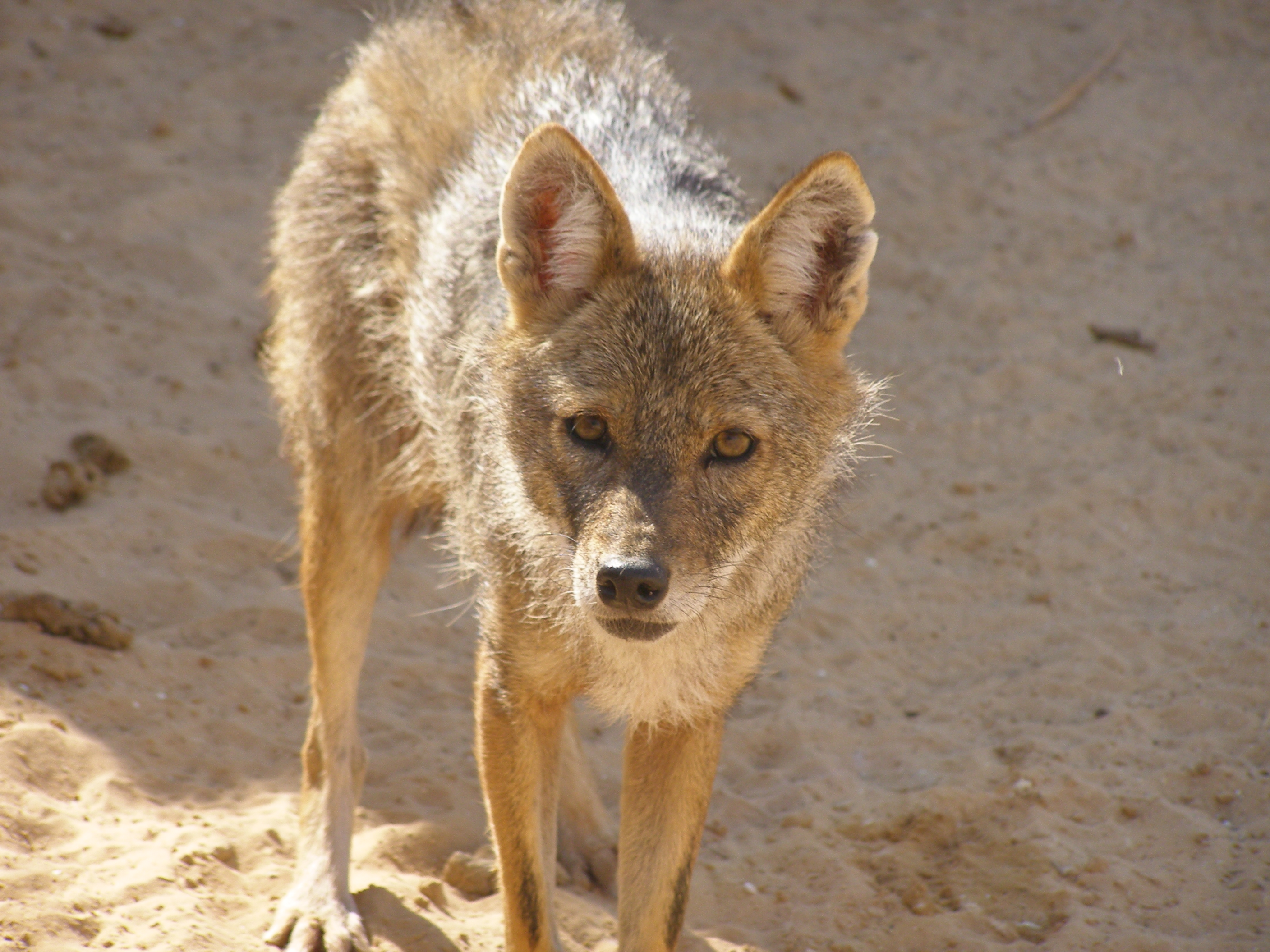
Египетский волк

## Происхождение животного
Отсутствие необходимых знаний в видовом различии фауны Египта, привели европейских египтологов к ошибочному сравнению Упуаута с шакалом, в то время как древние египтяне уверенно знали, что он был волком.
Египетский волк в настоящее время внесён в список подвидов золотого шакала, но молекулярные и остеологические данные показали, что этот вид является единственным в своём роде. Он является естественным животным для Египта, Ливии и Эфиопии, хотя в позднем Плейстоцене его ареал достигал границ Палестины.
Его ближайшими родственниками являются эфиопский шакал, также известный как красный волк или королевский шакал, и индийский волк. Собаки древних египтян, вероятно, являлись одомашненными подвидами одного или нескольких из этих животных.